# The Marriage of Heaven and Hell

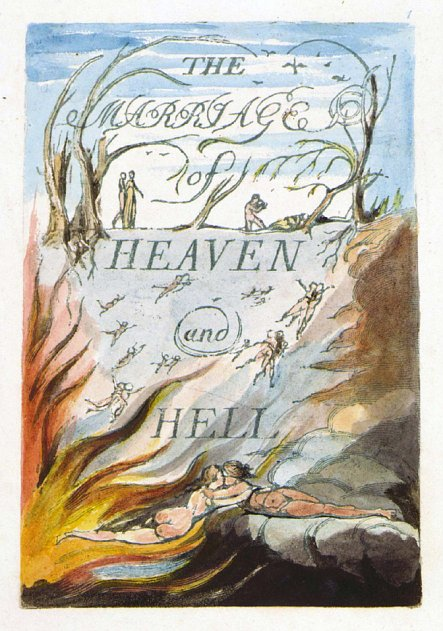
Titelseite

The Marriage of Heaven and Hell (Die Hochzeit von Himmel und Hölle) ist eine Ideenschrift des englischen Poeten und Grafikers William Blake. Sie ist Teil einer Serie von Texten, die biblische Offenbarungs-Bücher imitieren, dabei aber Blakes eigene romantische und revolutionäre Ansichten widerspiegeln. Wie auch andere Werke von Blake wurde sie mit geätzten Platten gedruckt, die Prosa, Gedichte und Illustrationen enthalten. Die 27 Platten wurden von Blake und seiner Frau Catherine Blake eingefärbt.
Das Werk entstand zwischen 1790 und 1793, in der unruhigen und konfliktgeladenen Zeit unmittelbar nach der französischen Revolution. Der Titel ist eine ironische Anspielung auf Emanuel Swedenborgs theologische Arbeit De Coelo et eius mirabilibus, et de inferno (deutsche Übersetzung: Himmel und Hölle), die 1758 veröffentlicht wurde. Swedenborg wird von Blake an mehreren Stellen direkt zitiert und kritisiert. Obwohl Blake von seinen mystischen Auffassungen beeinflusst war, führten ihn Swedenborgs konventionelle Moralvorstellungen und seine manichäistische Auffassung von Gut und Böse dazu, eine absichtlich entpolarisierte und vereinheitlichte Vision des Kosmos zu schaffen, in dem die materielle Welt und die körperliche Sinnlichkeit und Lust ebenfalls Teil der göttlichen Ordnung sind, also eine „Hochzeit von Himmel und Hölle“. Das Buch beschreibt einen Besuch des Poeten in der Hölle; ein Mittel, das Blake von Dantes Inferno adaptierte.

## Inhalt

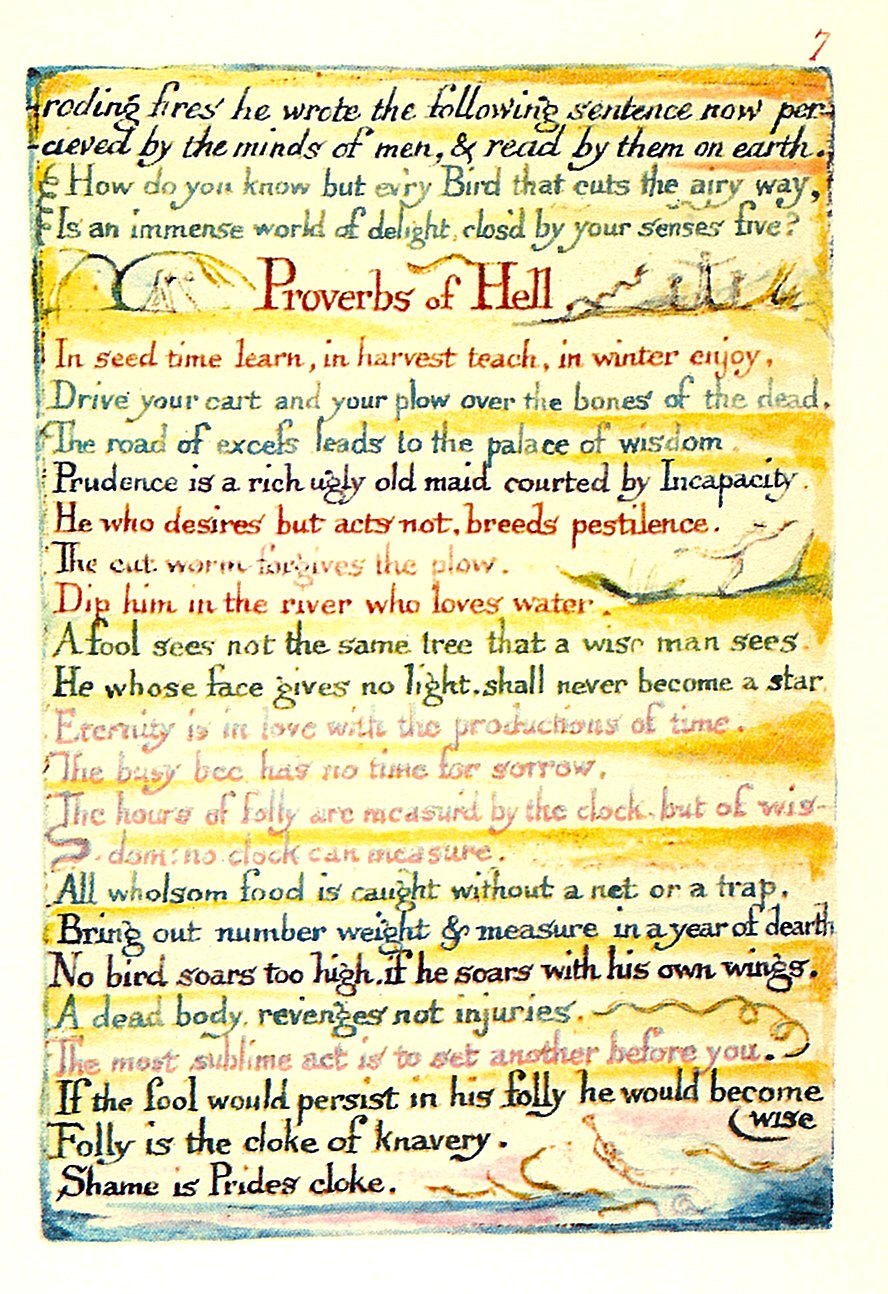
Die “Proverbs of Hell”

Das Werk beginnt mit einem Eingangsargument, das in Versen verfasst ist und die Überzeugung äußert, das Gute und das Böse, die Vernunft und die Energie, gehörten untrennbar zusammen.

“Without Contraries is no progression. Attraction and Repulsion,

Reason and Energy, Love and Hate, are necessary to Human existence.

From these contraries spring what the religious call Good & Evil.

Good is the passive that obeys Reason. Evil is the active springing

from Energy. Good is Heaven. Evil is Hell.”

„Ohne Gegensätze gibt es keine Entwicklung. Anziehung und Abstoßung, Vernunft und Energie, Liebe und Haß sind notwendig für das menschliche Dasein.

Diesen Gegensätzen entspringt, was die Gläubigen Gut & Böse nennen. Gut ist das Passive, das der Vernunft gehorcht. Böse ist das Aktive, das der Energie entspringt.

Gut ist Himmel. Böse ist Hölle.“

Swedenborg und das Buch Jesaja werden im Eingangsargument namentlich erwähnt. Mit Ausnahme des Schlusschores Ein Gesang der Freiheit (engl. A Song of Liberty) ist der Rest des Werkes in Prosa verfasst. Es schließen sich die Sprichwörter der Hölle (engl. Proverbs of Hell) an, eine Sammlung von Aphorismen, an deren Ende eine Religionskritik steht. Anders als bei Milton oder Dante ist laut Blakes Auffassung die Hölle kein Ort der Bestrafung, sondern eine Quelle nicht unterdrückter, dionysischer Energie, entgegengesetzt zum autoritären und regulierten Himmel. Blakes Absicht ist es, etwas zu erschaffen, das er „unvergessliche Phantasie“ nennt, um seinen Lesern die unterdrückerische Natur konventioneller Moralität und institutioneller Religion aufzuzeigen.

“The ancient Poets animated all sensible objects with Gods or Geniuses, calling them by the names and adorning them with the properties of woods, rivers, mountains, lakes, cities, nations, and whatever their enlarged & numerous senses could perceive.

And particularly they studied the genius of each city & country, placing it under its mental deity;

Till a system was formed, which some took advantage of & enslav'd the vulgar by attempting to realize or abstract the mental deities from their objects: thus began Priesthood;

Choosing forms of worship from poetic tales.

And at length they pronounc'd that the Gods had order'd such things.

Thus men forgot that All deities reside in the human breast.”

„Die antiken Dichter beseelten alle Dinge der sinnlichen Wahrnehmung mit Göttern oder Geistern, verliehen ihnen Namen und statteten sie aus mit Eigenschaften von Wäldern, Flüssen, Bergen, Seen, Städten, Völkern und was immer ihre erweiterten & zahlreichen Sinne gewahren konnten.

Und im besonderen studierten sie den Geist jeder Stadt & jedes Landes, denen sie einen Platz unter ihren jeweiligen geistigen Gottheiten zuwiesen;

Bis ein System entstand, aus dem einige ihren Vorteil zogen und die Masse versklavten, indem sie versuchten, die geistigen Gottheiten zu erkennen oder aus ihren Dingen herauszuziehen:so begann die Priesterschaft;

Die den Werken der Dichter ihre Formen der Anbetung entlehnte.

Und schließlich verkündeten sie, daß die Götter dies so angeordnet hätten.

So vergaßen die Menschen, daß Alle Götter in der menschlichen Brust wohnen.“

Während eines Besuches in einer „Druckerei der Hölle“ erfährt Blake, dass teuflische Drucke mit ätzenden Substanzen hergestellt werden (Sie sind also Radierungen). Diese Methode hilft dabei, „die Pforten der Wahrnehmung zu säubern“. Blake verspricht, diese höllische Methode bei seinen Arbeiten zu übernehmen, sobald er wieder zurück auf der Erde ist.
Das Buch endet mit einer Serie von revolutionären Prophezeiungen und Ermahnungen, die sich in eine grimmige Aufforderung an die verschiedenen Menschen der Welt steigert, die Fesseln der religiösen und politischen Unterdrücker zu sprengen. Der Schlusschor The Song of Liberty gehörte ursprünglich nicht zu The Marriage of Heaven and Hell, wurde jedoch stets am Ende dieses Werkes mitpubliziert.
Woodcock sieht im Song of Liberty ein visionäres, politisches Gedicht, das Blakes gesamte eigene Mythologie in Kleinformat präsentiert.
Das Gedicht endet zusammenfassend und kulminierend mit der Zeile: "For everything that lives is Holy." ("Denn alles, was lebt, ist Heilig.")

## Interpretation
Blakes Text wurde auf viele verschiedene Arten interpretiert. Es ist fester Bestandteil der revolutionären Kultur dieser Periode.
Die Verweise auf die Druckerei könnten wohl eine Anspielung auf die radikalen Drucker sein, die im Untergrund revolutionäre Flugblätter drucken. Tintenschwarze Arbeiter wurden scherzhaft „Druckteufel“ genannt, da revolutionäre Veröffentlichungen von der Kirche üblicherweise als „Teufelswerk“ bezeichnet wurden.
Viel naheliegender erscheint jedoch Peter Ackroyds Hinweis, dass Blake hier durch einen allegorischen Bericht über das Gravieren und Erschaffen von Kupferplatten seine eigene Methode des Druckes feiert.
Das Werk wird auch als Wegbereiter der Theorien von Sigmund Freud und Carl Gustav Jung verstanden, da es den Kampf zwischen einem unterdrückenden Über-Ich und einem amoralischen Es vorzeichne.
Arthur Symons vergleicht Blake und Nietzsche und arbeitet ausführlich Übereinstimmungen und Unterschiede heraus. In der Einleitung zu seinem Buch über Blake stellt er fest, dass Blake Nietzsche bereits vorwegnimmt, und zwar in Bezug auf die bedeutsamsten Gegensatzpaare der Philosophie Nietzsches.
Peter Ackroyd versteht das Werk als eine Feier der Energie, einer impulsiven Tugend und der Sexualität. Nach seiner Auffassung begründet Blake sich hier erstmals als Künstler-Prophet.
Nach Bruce Woodcocks Einschätzung handelt es sich um einen einzigartigen, experimentellen Text, der die orthodoxen Kategorien von Moral in Frage stellt. Die Akzeptanz von Unterschieden und Individualität sei eine zentrale Idee der Schrift. Es gehe nicht darum, die Widersprüche und Gegensätze durch ein Verschmelzen in einer eventuellen Scheinharmonie zu versöhnen, sondern eine wahre Beziehung könne nur zwischen unterschiedlichen Einheiten entstehen, die dabei sie selbst bleiben.

## Einflüsse
The Marriage of Heaven and Hell ist die wahrscheinlich einflussreichste der Arbeiten von Blake. Seine Vorstellung von dynamischen Beziehungen zwischen einem stabilen „Himmel“ und einer energiegeladenen „Hölle“ hat Theologen, Ästhetiker und Psychologen fasziniert. Aldous Huxley benannte eine seiner bekanntesten Arbeiten, Die Pforten der Wahrnehmung (The Doors of Perception), nach einer Redewendung aus dem Buch ("If the doors of perception were cleansed, every thing would appear to man as it is, infinite." / "Wenn die Pforten der Wahrnehmung gereinigt würden, würde alles dem Menschen erscheinen, wie es ist: unendlich."). Die Band The Doors wiederum benannte sich nach diesem Titel.
Huxleys Zeitgenosse C. S. Lewis schrieb Die große Scheidung (engl. The Great Divorce), ein Werk über die Scheidung von Himmel und Hölle, als Antwort auf Blakes Buch.
Der Philosoph Georges Bataille legte 1938 kurz vor der Schließung des Sarges Seiten des Textes, welche er aus der Nouvelle Revue Française herausgerissen hatte, auf den Leichnam seiner Freundin und Geliebten Colette Peignot.
Es inspirierte außerdem viele Künstler und Musiker. Nennenswert sind: Die norwegische Band Ulver, die es als lyrische Basis für ihr Doppelalbum Themes from William Blake’s The Marriage of Heaven and Hell verwendete; die italienische Rock-Noir-Band Belladonna, die für ihr Lied Love Me Till I Die das Buch als Grundlage verwendete; die Drone-Doom-Band Earth, die sich mit ihrem Album Hex; or Printing in the Infernal Method ebenfalls auf das Werk bezog. Der Film Dead Man von Jim Jarmusch bezieht sich auf The Marriage of Heaven and Hell, der Name des Protagonisten, William Blake, veranlasst sogar eine andere Person dazu, ihn für eine Inkarnation des britischen Autors zu halten.